# اورليان بيرالتا
اورليان بيرالتا (بالإسبانية: Orlin Peralta)‏ (12 فبراير 1990 هندوراس - ) هو لاعب كرة قدم هندوراسي.

## مسيرته الكروية
لعب اورليان بيرالتا خلال مسيرته الاحترافية مع ناديين في اثنا عشر موسمًا وسجل خلالها 3 أهداف ضمن 178 مباراة. ولم يفز بأي موسم بالكأس وفاز في موسم واحد بالدوري.
خاض اورليان بيرالتا مسيرته مع نادي بيدا في موسم 2007–08 في المرة الأولى ليلعب معه ستة مواسم ثم في موسم 2016–17 واستمر معه طيلة ثلاثة مواسم، مشاركًا طوالها في 129 مباراة سجل خلالها 3 أهداف. ثم انتقل إلى نادي موتاجوا ‏ في موسم 2013–14 واستمر معه طيلة ثلاثة مواسم، حيث شارك في 49 مباراة ولم يسجل أي هدف.

## روابط خارجية
- اورليان بيرالتا على موقع الاتحاد الدولي (مؤرشف)  (الإنجليزية)
- اورليان بيرالتا على موقع قاعدة بيانات كرة القدم.إي يو (الإنجليزية)
- اورليان بيرالتا على موقع ناشيونال فوتبول تيمز (الإنجليزية)
- اورليان بيرالتا على موقع Soccerway.com (الإنجليزية)
- اورليان بيرالتا على موقع أوليمبيديا (الإنجليزية)